# A-Pucikwar jezik
A-Pucikwar jezik (ISO 639-3: apq), jezik centralne skupine velikoandamanskih jezika kojim govori oko 10 ili manje ljudi (Abbi 2006) istoimenog plemena A-Pucikwar. Broj govornika iznosio je 24 (2000 Verma). Očuvao se jedino na otoku Strait u Andamanima, Indija.
Etnička populacija 53.

## Vanjske poveznice
- Ethnologue (14th)